# تی‌ای‌تی‌بی
تی‌ای‌تی‌بی (به انگلیسی: TATB) یک ترکیب شیمیایی با شناسه پاب‌کم ۱۸۲۸۶ است. که جرم مولی آن ۲۵۸٫۱۵ g/mol می‌باشد. شکل ظاهری این ترکیب، پودر بلورین (دستگاه بلوری لوزی‌پهلو) زرد یا قهوه‌ای است.